# Norbert Morkes
Norbert „Nobby“ Morkes (* 24. August 1951 in Bad Segeberg) ist ein deutscher Musikproduzent, Eventmanager und Lokalpolitiker. Er war von 2020 bis 2024 Bürgermeister der Kreisstadt Gütersloh in Nordrhein-Westfalen.

## Biographie

### Leben
Norbert Morkes wurde in Bad Segeberg geboren. Die Familie zog 1953 nach Gütersloh-Kattenstroth. 1968 schloss Morkes den Besuch der Geschwister-Scholl-Realschule in Gütersloh mit der Mittleren Reife ab. Anschließend absolvierte er bei der Bertelsmann AG eine Ausbildung zum Industriekaufmann und war dort Vorsitzender der Jugendvertretung. Von 1971 bis 1973 war er als Disponent bei der Ariola-Eurodisc GmbH und Mitarbeiter der EMI Electrola International Artist Promotion tätig. Dort betreute er internationale Interpreten und koordinierte Rundfunk- und Fernsehauftritte sowie Presseinterviews.
Von 1973 bis 1986 wohnte Morkes in Spexard, seit 1986 lebt er in Pavenstädt.

### Kulturarbeit
1973 gründete Norbert Morkes in Gütersloh das Schallplattengeschäft Musikladen und später die noa-Konzertagentur. 1988 bis 1992 arbeitete er im Management für Kulturkollektive in Republiken der ehemaligen Sowjetunion, wo er unter anderem Ausstellungen veranstaltete. Danach war er bis 2002 im Management und in der Agentur für das Prager Theater Laterna magika tätig. 2009 gründete er Anno Events, um mittelalterliche Feste und Veranstaltungen durchzuführen. Nach seiner Wahl zum Gütersloher Bürgermeister ließ er die Leitung ruhen. 2012 übernahm er das Fotostudio seiner verstorbenen Frau Susanne Clemens.

### Politischer Werdegang
1997 erwarb Morkes die Rechte an dem tschechischen Musical Dracula, das er in Gütersloh aufführen lassen wollte und für das er nach einer geeigneten Spielstätte suchte. Nach Auseinandersetzung mit der Stadt Gütersloh, die ihm seiner Meinung nach die Verwirklichung der Pläne erschwerte bis unmöglich machte, zogen sich die Investoren 1998 aus dem Projekt zurück. Als Reaktion darauf gründete Morkes 1999 den Verein Bürger für Gütersloh (BfGT), der sich als Wählergruppe an der Kommunalwahl 1999 beteiligte und 3,6 % der Stimmen bekam. Seit dieser ersten Wahlteilnahme ist er Mitglied des Stadtrats in Gütersloh. 2004 war er erstmals Bürgermeisterkandidat und erhielt die drittmeisten Stimmen. 
Als im Jahr 2003 das Theater Gütersloh geschlossen werden musste, entbrannte in der Politik und Bürgerschaft ein langer Streit um einen geplanten Neubau. Morkes initiierte 2003 einen Bürgerentscheid, der die ursprünglichen Pläne verhinderte und am Ende zu einem kostengünstigeren Bau führte. 
2020 wurde Morkes erneut zum BfGT-Vorsitzenden und zum vierten Mal zum Bürgermeisterkandidaten gewählt. In der Stichwahl gewann er gegen Henning Schulz (CDU) und holte 57,86 % der Stimmen. Die Wahlbeteiligung lag bei 38,13 %.

### Abwahlverfahren
Im März 2023 erhob zunächst der erste Beigeordnete des Stadtrates, später alle fünf Beigeordneten verschiedene Vorwürfe gegen Morkes. So soll er seinen Dienstwagen privat genutzt, Frauen gegenüber sexistisches Verhalten an den Tag gelegt und Entscheidungen ohne Einbindung des Stadtrats getroffen haben. Morkes wies alle Anschuldigungen zurück und räumte lediglich einzelne private Nutzungen des Dienstwagens ein.
Am 21. März 2024 beschloss der Stadtrat in Gütersloh ein Abwahlverfahren des Bürgermeisters, wodurch die wahlberechtigten Bürgerinnen und Bürger in Gütersloh im Juni für oder gegen eine Abwahl votieren konnten. Das Abwahlverfahren fand gemeinsam mit der Europawahl 2024 am 9. Juni 2024 statt und endete bei einem Ergebnis von 62,3 % zu 37,7 % mit der Abwahl von Morkes. Seine Dienstzeit endete damit am 14. Juni 2024, ohne dass die Stelle zunächst neu besetzt wurde.
Nachdem die Ermittlungen der Kreispolizeibehörde Gütersloh abgeschlossen wurden und kein sexualisiertes Verhalten gegenüber Frauen festgestellt werden konnte, stellte die Staatsanwaltschaft Bielefeld das Verfahren im Mai 2024 ein.